# Cortacésped

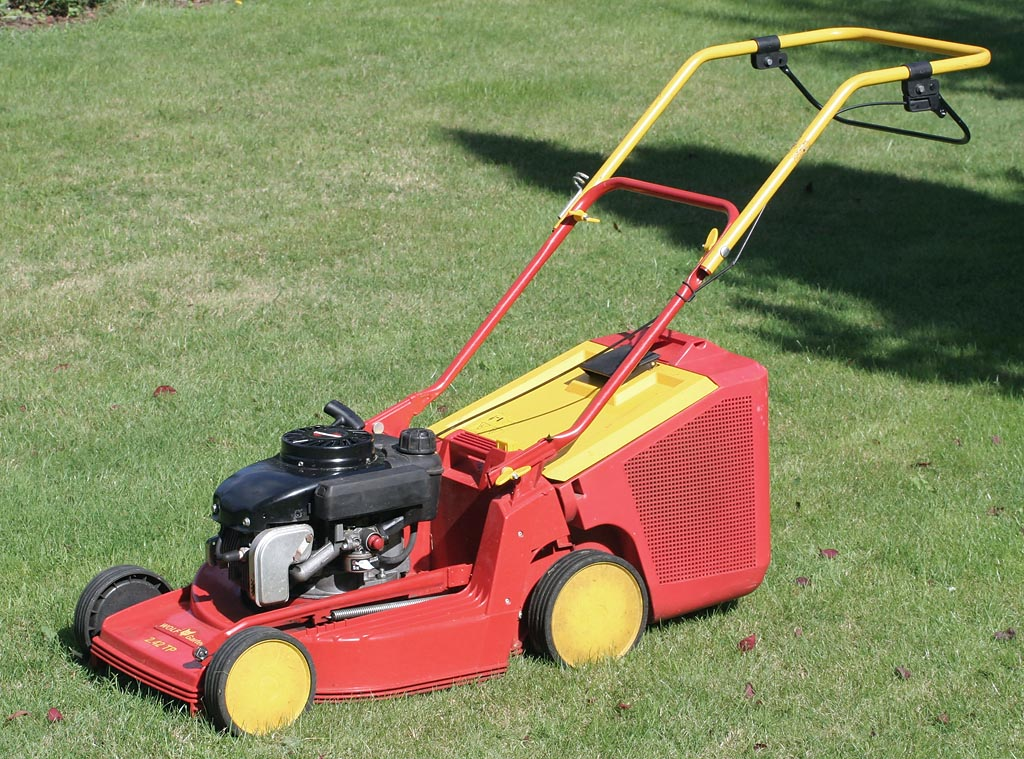
Cortacésped de gasolina con recogedor de la hierba cortada

El cortacésped, cortagrama, podadora, cortadora de césped, cortadora de pasto o chapeadora (también chapiadora), es una máquina, manual o motorizada, que posee cuchillas de acero inoxidable y sirve para recortar el césped en jardines, parques, campos deportivos, etcétera. Se usa con el fin de mantener baja la altura del césped y mejorar su apariencia estética al obtener una superficie verde con la misma altura en todo el terreno. Se trata de un tipo particular, más pequeño, de segadora, muchas veces de altura de corte regulable.

## Historia

### Invención
El cortacésped fue inventado en 1830 por Edwin Beard Budding de Stroud, Gloucestershire, Inglaterra. Budding, anteriormente carpintero en Chalford, posiblemente se inspirase en el cortador rotatorio diseñado para cortar la lanilla de la lana tejida en el molino de Brimscombe. El cortacésped de Budding fue diseñado principalmente para cortar la hierba de los campos deportivos y los jardines extensos, como una alternativa superadora de la guadaña, y se le concedió una patente británica el 31 de agosto de 1830.

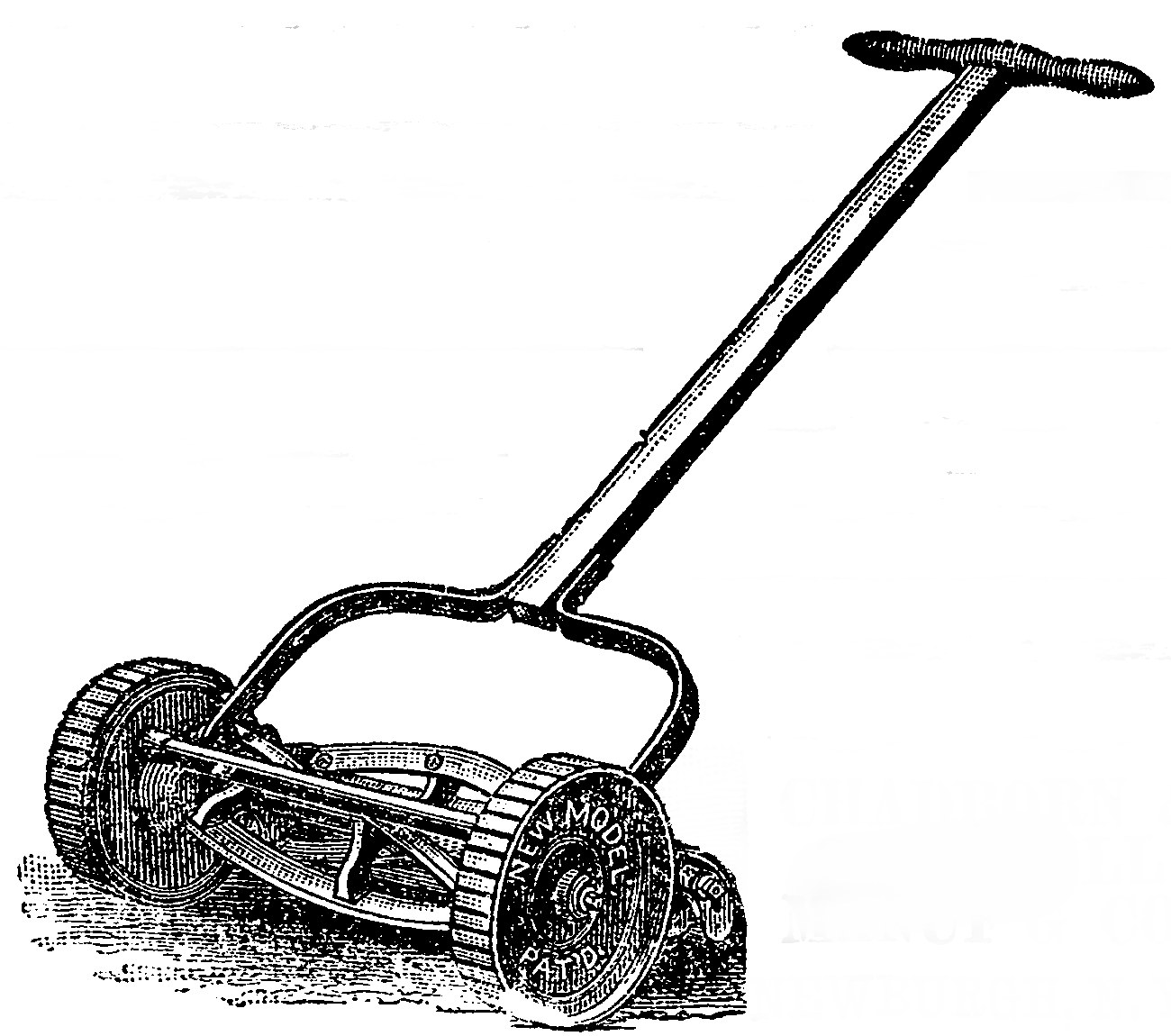
Una de las primeras segadoras de cilindro (carrete), mostrando una cuchilla de corte fija delante del rodillo trasero y las cuchillas giratorias accionadas por ruedas.

La primera máquina de Budding tenía 19 pulgadas de ancho con un bastidor de hierro forjado. La segadora se empujaba desde atrás. Hierro fundido ruedas dentadas transmitía la potencia del rodillo trasero al cilindro de corte, permitiendo que el rodillo trasero accionara las cuchillas del cilindro de corte; la relación era de 16:1. Otro rodillo situado entre el cilindro de corte y el rodillo principal o de tierra podía subir o bajar para modificar la altura de corte. Los recortes de hierba se lanzaban hacia delante en una caja en forma de bandeja. Sin embargo, pronto se vio que se necesitaba un asa adicional en la parte delantera para ayudar a arrastrar la máquina. En general, estas máquinas eran muy similares a los cortacéspedes modernos.
Dos de las primeras máquinas Budding vendidas fueron a Regent's Park Zoological Gardens en Londres y a los colegios de Oxford. En un acuerdo entre John Ferrabee y Edwin Budding fechado el 18 de mayo de 1830, Ferrabee pagó los costes de ampliación de las cuchillas pequeñas, obtuvo las cartas de patente y adquirió los derechos para fabricar, vender y conceder licencias a otros fabricantes en la producción de cortacéspedes. Sin la patente, Budding y Ferrabee fueron lo suficientemente astutos como para permitir que otras empresas construyeran copias de su cortacésped bajo licencia, siendo la más exitosa Ransomes de Ipswich, que comenzó a fabricar cortacéspedes ya en 1832.
Su máquina fue el catalizador para la preparación de óvalos deportivos de estilo moderno, campos de juego (canchas), cancha de césped, etc. Esto condujo a la codificación de las reglas modernas para muchos deportes, incluyendo para  fútbol, bolos, tenis y otros.

### Otras mejoras

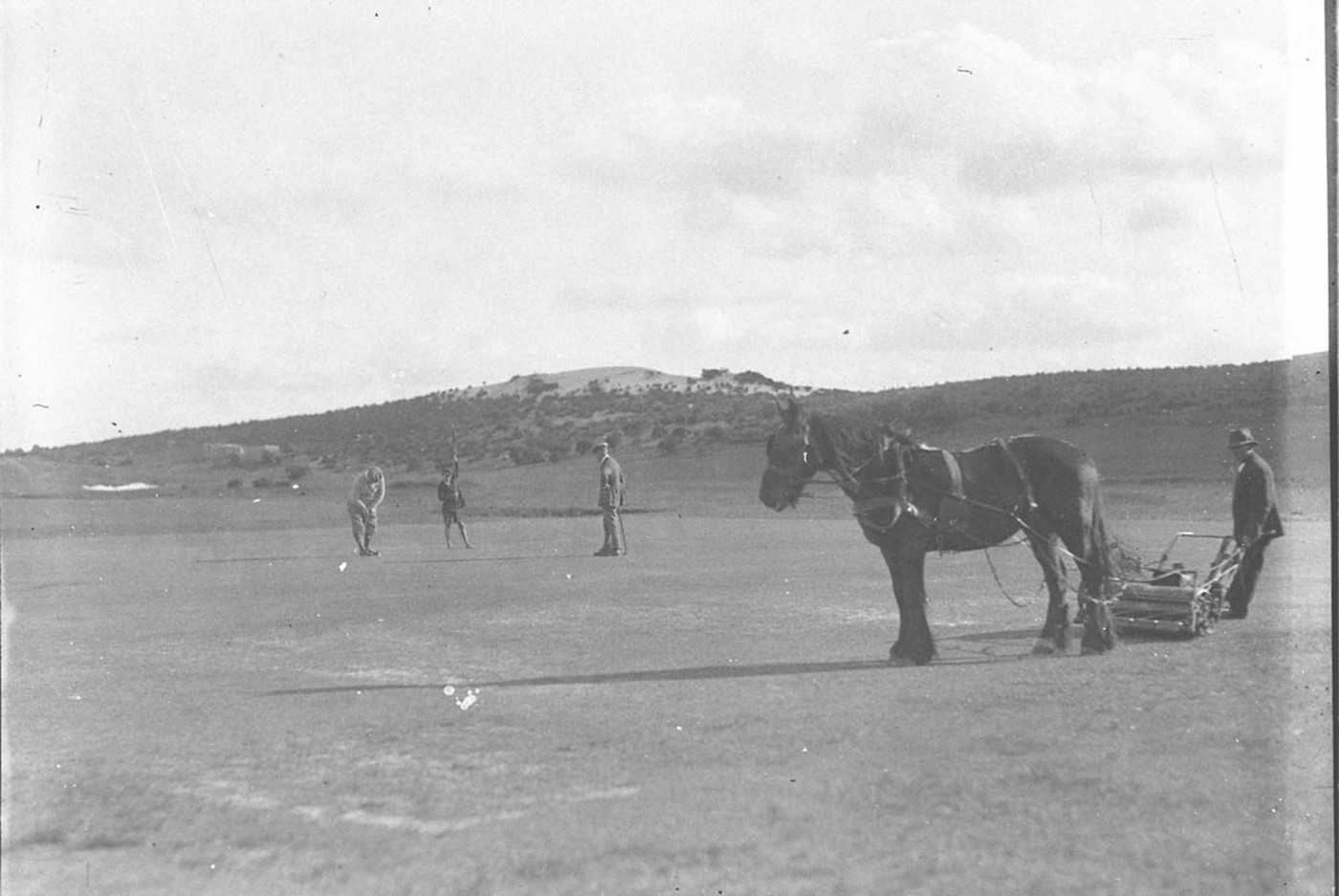
Una cortadora de césped a caballo en un campo de golf australiano en la década de 1930.

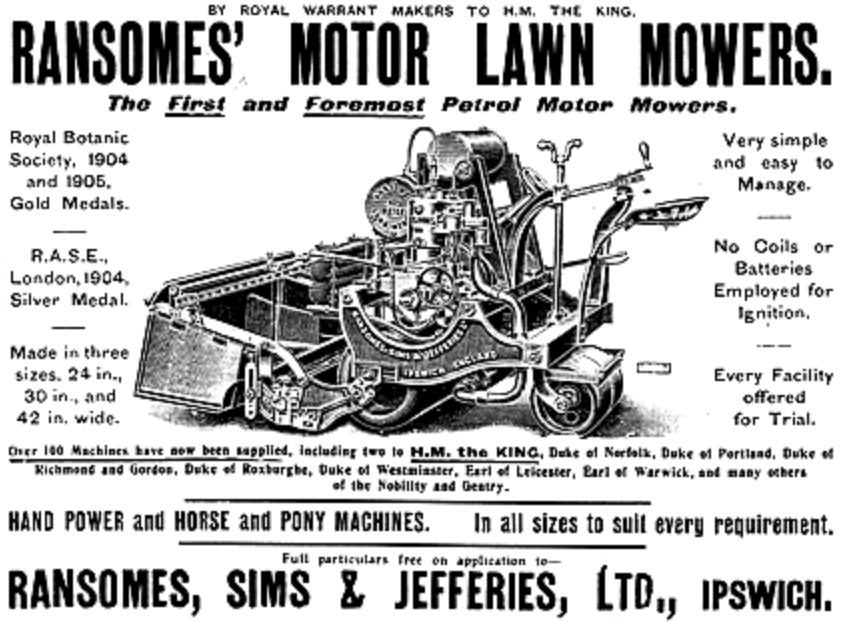
El primer cortacésped de gasolina, 1902.

Hicieron falta diez años más y más innovaciones para crear una máquina que pudiera ser arrastrada por animales, y sesenta años antes de que se construyera un cortacésped a vapor. En la década de 1850, Thomas Green & Son de Leeds introdujo un cortacésped llamado Silens Messor (que significa cortador silencioso), que utilizaba una transmisión por cadena para transmitir la potencia del rodillo trasero al cilindro de corte. Estas máquinas eran más ligeras y silenciosas que las máquinas accionadas por engranajes que las precedieron, aunque eran ligeramente más caras. El aumento de la popularidad de los deportes de césped contribuyó a la difusión del invento. Los cortacéspedes se convirtieron en una alternativa más eficiente a la guadaña y a los animales domésticos de pastoreo.
La fabricación de cortacéspedes despegó en la década de 1860. En 1862, la empresa de Ferrabee fabricaba ocho modelos de distintos tamaños de rodillos. Fabricó más de 5.000 máquinas hasta que la producción cesó en 1863. Las primeras cajas de césped eran bandejas planas, pero adoptaron su forma actual en la década de 1860. James Sumner, de Lancashire, patentó el primer cortacésped con impulsado por vapor en 1893. Su máquina quemaba gasolina y/o parafina (queroseno) como combustible. Eran máquinas pesadas que tardaban varias horas en calentarse hasta alcanzar la presión de funcionamiento. Tras numerosos avances, estas máquinas fueron vendidas por la Stott Fertilizer and Insecticide Company de Mánchester y Sumner. La empresa que ambos controlaban se llamaba Leyland Steam Motor Company.
Hacia 1900, una de las máquinas inglesas más conocidas era el Ransomes Autómata, disponible en modelos accionados por cadena o por engranajes. Numerosos fabricantes se introdujeron en el sector con cortacéspedes con motor de gasolina tras el inicio del siglo XX. El primero fue producido por Ransomes en 1902. La empresa JP Engineering de Leicester, fundada después de la Primera Guerra Mundial, fabricó una gama de cortacéspedes de cadena muy popular. En esta época, un operario podía ir detrás de los animales que tiraban de las grandes máquinas. Se trata de las primeras segadoras de césped con conductor.
La primera patente estadounidense de un cortacésped de carrete se concedió a Amariah Hills el 12 de enero de 1868. En 1870, Elwood McGuire de Richmond, Indiana, diseñó un cortacésped de empuje humano, que era muy ligero y tuvo un éxito comercial. John Burr patentó en 1899 un cortacésped de cuchillas rotativas mejorado, con la colocación de las ruedas modificada para un mejor rendimiento. Amariah Hills fundó la Archimedean Lawn Mower Co. en 1871.
En Estados Unidos, los cortacéspedes de gasolina fueron fabricados por primera vez en 1914 por Ideal Power Mower Co. de Lansing, Míchigan, basándose en una patente de Ransom E. Olds. Ideal Power Mower también introdujo el primer tractor de césped autopropulsado del mundo en 1922, conocido como "Triplex". El cortacésped con tracción de rodillos ha cambiado muy poco desde aproximadamente 1930. Los cortacéspedes de banda, aquellos con múltiples juegos de cuchillas para cortar una franja más amplia, fueron construidos en Estados Unidos en 1919 por la Worthington Mower Company.

## Tipos de cortacésped

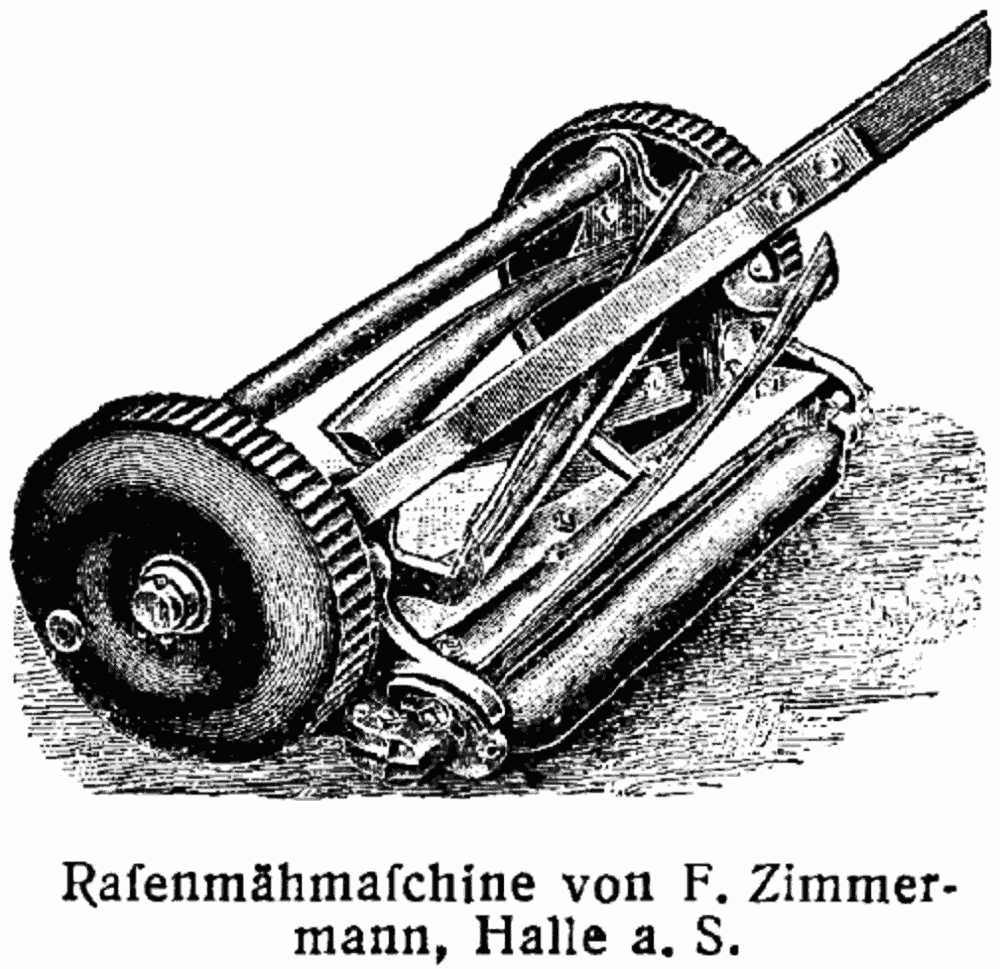
Cortacésped manual.

### Manuales
Los cortacésped manuales son aquellos que no llevan ningún tipo de motor y solo con el empuje físico del operario se produce el movimiento circular de las cuchillas, normalmente helicoidales de eje horizontal, que cortan el césped. Son máquinas ligeras pero su inconveniente es la necesidad de repasar varias veces el terreno.

### Eléctricos
Un cortacésped eléctrico lleva instalado un motor eléctrico para mover la cuchilla rotativa de eje vertical que lleva instalada en la parte de abajo. Los más usuales se conectan a la red mediante una conexión de cable, siendo este un problema al efectuar los giros. Además se hallan limitados por la distancia, ya que sin un alargador no se llega muy lejos. Asimismo resulta peligroso si la cuchilla llega a tocar accidentalmente el cable. Estas cortadoras de césped, de empuje manual, están equipadas con motores de 750 a 1800 W y, según la potencia del motor, tienen un ancho de corte que va de los 30 a los 50 cm. Se recomiendan para jardines de no más de 500 m² de césped.
Hay cortacéspedes modernos que utilizan baterías, eliminando así los inconvenientes del uso del cable.

#### De gasolina

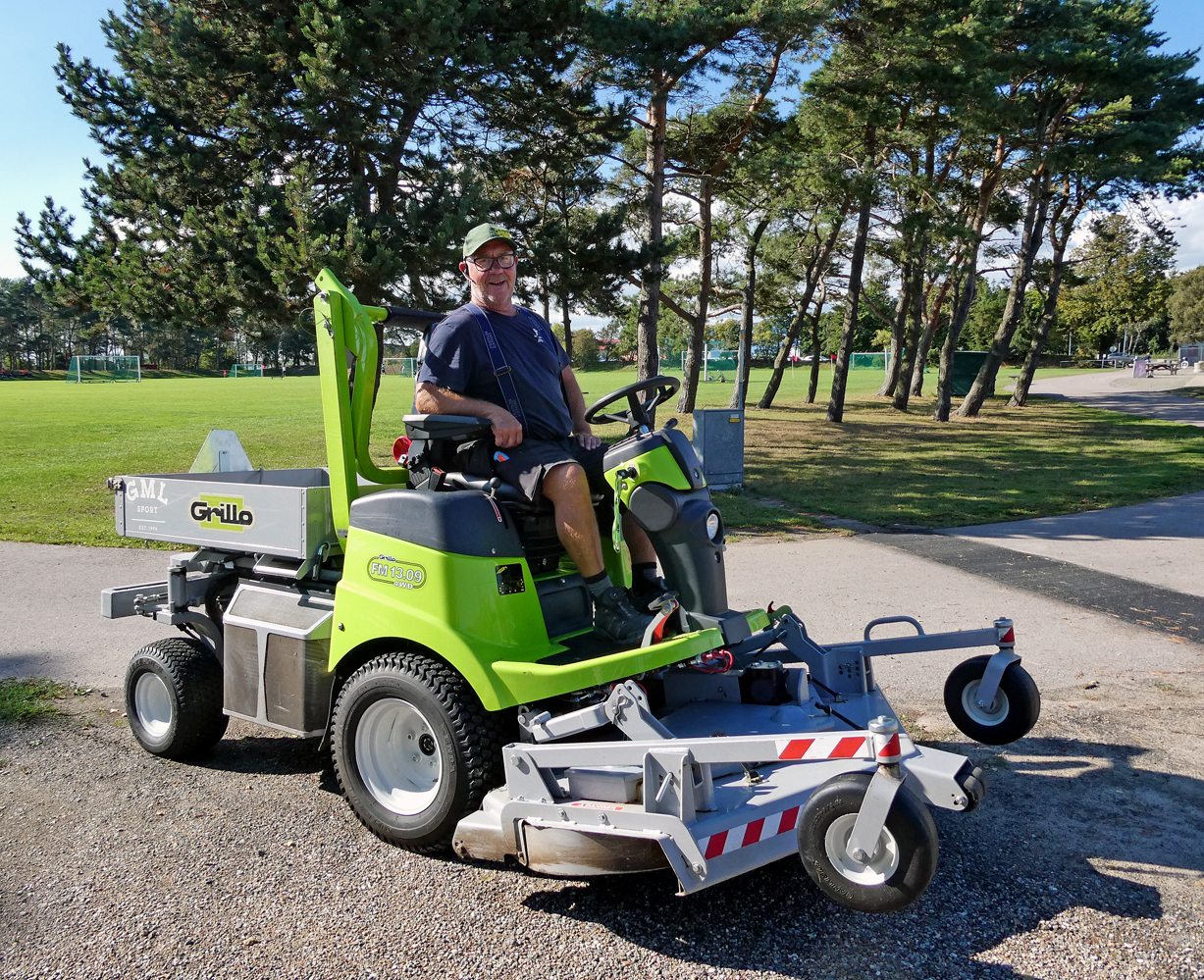
Cortadora de césped tipo minitractor.

Estas máquinas de empuje manual son muy efectivos en jardines de entre 400 m² y 1000 m². Su autonomía va ligada a la capacidad de sus tanques de combustible. Su mayor inconveniente es la del mantenimiento del motor ya que necesitan cambios periódicos de aceite o limpiezas para que duren. Cuentan generalmente con motores de ciclo Otto de 5 a 12 CV (3,5-9 kW) y abarcan un ancho de corte de 50 a 100 cm. Con un ancho de corte de 75 cm pueden cortar 1000 m² en alrededor de media hora.

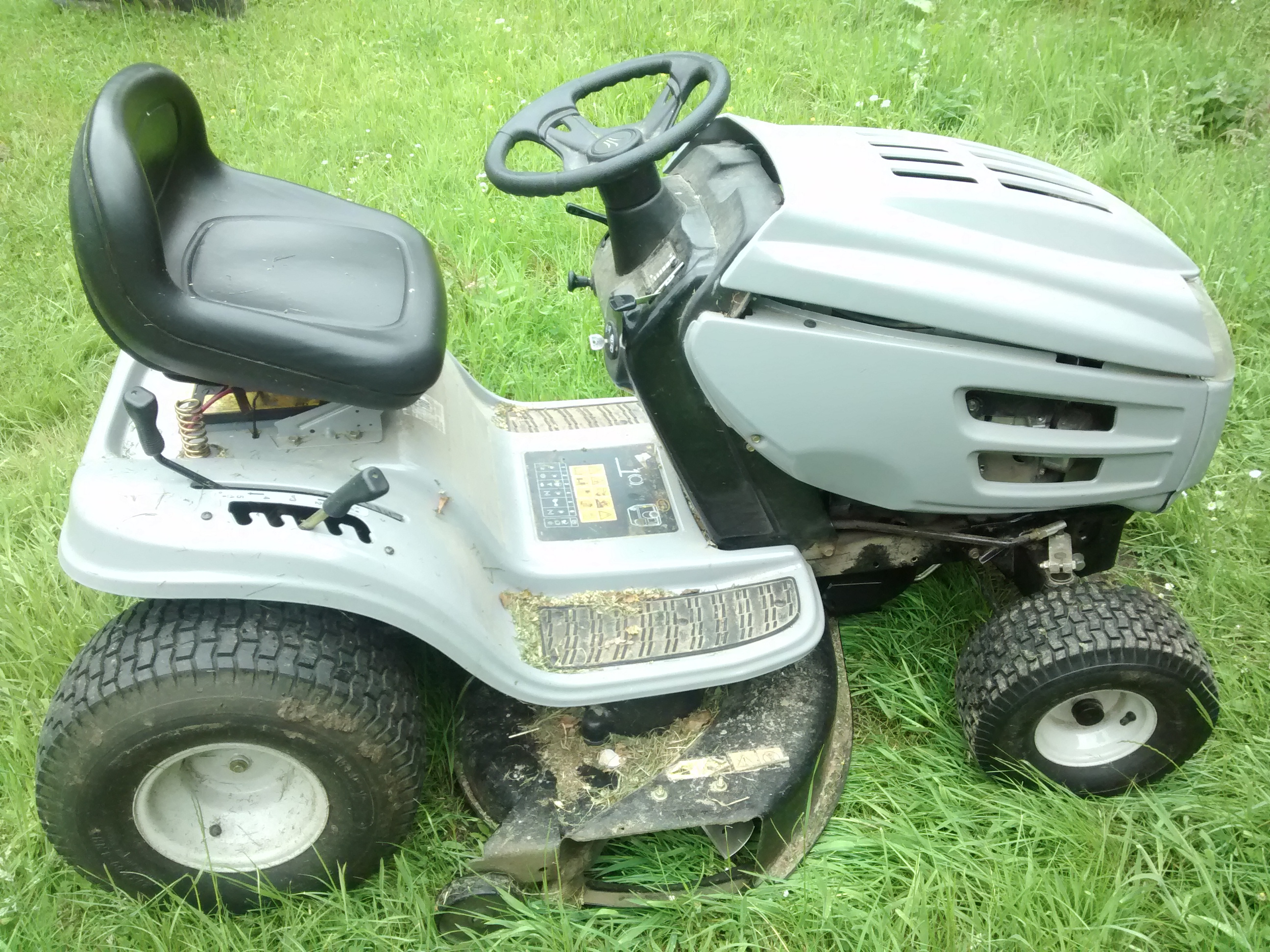
Cortadora de césped tipo minitractor.

### Tractores
Con el tiempo los cortacésped han evolucionado y adoptado numerosas formas y diseños adecuándose a las necesidades. Un paso más allá del cortacésped manual, o el de cuchillas motorizadas, donde en ambos casos es preciso que un usuario empuje la máquina a pie, se tienen los tractores cortacésped con cuchillas rotativas. Los minitractores se ofrecen en una amplia gama de tamaños, con motores de 8 a 30 CV (6-22 kW), que no solo mueve el rotor de las cuchillas sino que permite transportar a un conductor. Este tipo de cortacésped tiene anchos de corte 80 a 180 cm y está especialmente pensado para grandes extensiones de césped (parques, campos de deportes, etc.).

### Robots
Son aquellos que aprovechan la tecnología reciente para que no tengamos que intervenir en ningún momento en el corte del césped. Se programa de una manera bastante sencilla y se deja que haga el trabajo él solo. Funcionan mediante sensores e incluso llegar a realizar pasadas de manera lineal, progresiva y ordenada. Son impulsadas por motor eléctrico alimentado por un acumulador.

#### Robots cortacésped
Los robot se parecen a las aspiradoras robotizadas. En acción, es casi como ver un Roomba corriendo alrededor de su césped, ordenando las cosas. Sin embargo, cuando se trata de lo que hay dentro (mecanismo), las cosas no podrían ser más diferentes.
Todos los cortacéspedes usan un motor que funciona con baterías con cuchillas de corte, una estación base alimentada por corriente alterna, cable perimetral y sensores que evitan que salgan de su propiedad o salgan a la calle. Con un extremo del cable del perímetro conectado a un terminal en la estación base, el cable se coloca a lo largo del borde de su césped y se mantiene en su lugar utilizando estacas similares a las que se usan para armar una tienda de campaña. El otro extremo del cable termina en la estación base y está conectado al segundo terminal. La base no solo carga el cortacésped, sino que también proporciona una carga eléctrica al cable. Los sensores en la podadora usan el cable cargado para guiarlo a lo largo de los límites y regresar a la base cuando se corta el césped o cuando la batería necesita recargarse.

## Comparativa entre tipos de cortacésped
Elegir el cortacésped ideal depende de varios factores como el tamaño del jardín, la frecuencia de uso y el presupuesto. Esta tabla comparativa te ayudará a identificar cuál se adapta mejor a tus necesidades:
| Tipo de cortacésped | Superficie recomendada | Fuente de energía      | Mantenimiento | Nivel de ruido | Precio aproximado |
| ------------------- | ---------------------- | ---------------------- | ------------- | -------------- | ----------------- |
| Manual              | Hasta 200 m²           | Fuerza humana          | Bajo          | Muy bajo       | Bajo              |
| Eléctrico con cable | Hasta 500 m²           | Electricidad (enchufe) | Bajo          | Medio          | Bajo              |
| Eléctrico a batería | Hasta 800 m²           | Batería recargable     | Bajo-medio    | Bajo           | Medio             |
| Gasolina            | Hasta 1.500 m²         | Gasolina               | Alto          | Alto           | Medio-alto        |
| Tractor cortacésped | Más de 2.000 m²        | Gasolina/Diésel        | Alto          | Alto           | Alto              |
| Robot cortacésped   | Hasta 2.000 m²         | Batería + estación     | Muy bajo      | Muy bajo       | Alto              |

## Problemas de seguridad
Los cortacéspedes rotativos pueden arrojar escombros con una velocidad y energía extremas. Además, las cuchillas de una cortadora de césped autopropulsada (de gasolina o eléctrica) pueden lesionar a un usuario descuidado o distraído; en consecuencia, muchos vienen equipados con un interruptor de hombre muerto para desactivar inmediatamente la rotación de la cuchilla cuando el usuario ya no sostiene el mango. En los Estados Unidos, más de 12 000 personas por año son hospitalizadas como resultado de accidentes con cortadoras de césped. En 2016, 86 000 adultos y 4500 niños ingresaron en la sala de emergencias por lesiones causadas por cortacéspedes. La gran mayoría de estas lesiones se pueden prevenir usando calzado protector al cortar el césped. La Academia Estadounidense de Pediatría recomienda que los niños tengan al menos 12 años antes de que se les permita usar una cortadora de césped manual y al menos 16 años antes de usar una cortadora de césped y que "no deben operar el césped con cortacéspedes hasta que hayan mostrado los niveles necesarios de juicio, fuerza, coordinación y madurez". Las personas que utilicen una cortadora de césped deben usar calzado pesado, protección para los ojos y protección para los oídos en el caso de cortadoras de césped con motor.

## Mantenimiento y cuidado del cortacésped
Para alargar la vida útil de tu cortacésped y garantizar un corte eficiente, es esencial llevar a cabo un mantenimiento básico con regularidad. Aquí te dejamos algunos consejos prácticos:
- Afilado de cuchillas: Cada 20-30 usos, dependiendo del tipo de césped y terreno. Una cuchilla desafilada desgarra el césped en lugar de cortarlo.
- Limpieza del chasis: Tras cada uso, elimina restos de hierba húmeda o barro para evitar corrosión y atascos.
- Mantenimiento del motor: En los modelos a gasolina, cambia el aceite cada temporada y revisa el filtro de aire.
- Baterías: En modelos eléctricos a batería, evita descargar completamente la batería. Guarda el cortacésped en un lugar seco y sin temperaturas extremas.
- Almacenamiento en invierno: Vacía el tanque de combustible o añade estabilizador si no vas a usarlo en meses. Guarda siempre en un lugar cubierto.

## Impacto ambiental y ocupacional

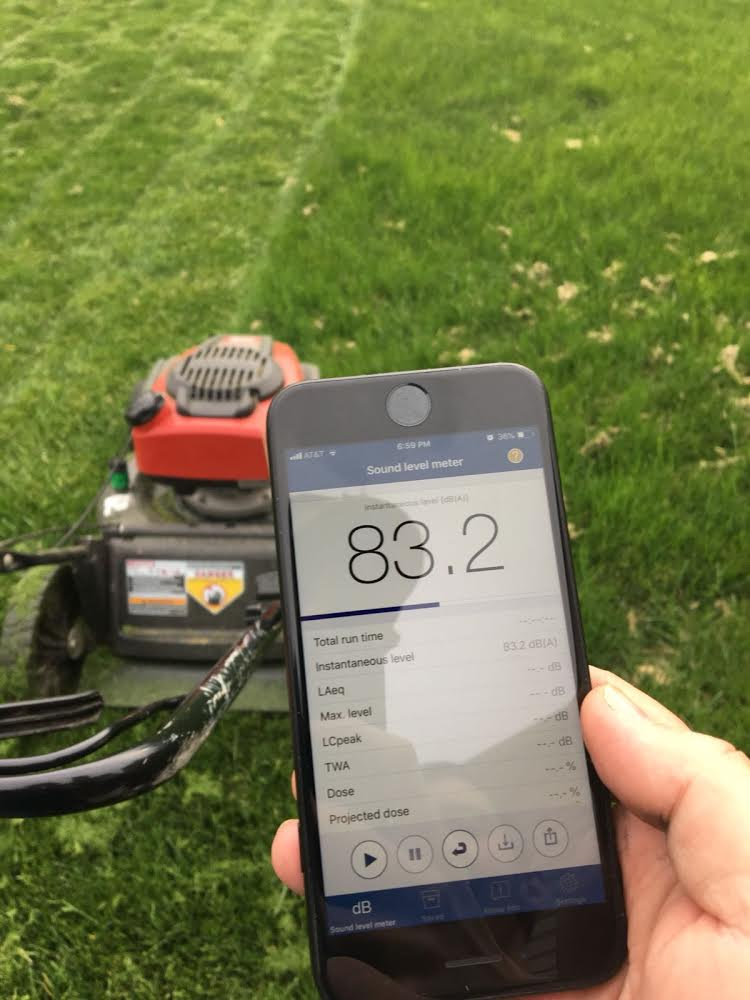
Nivel de ruido de una cortadora de césped medido con la aplicación NIOSH Sound Level Meter

Un estudio de 2001 mostró que algunos cortacéspedes producen la misma cantidad de contaminación (emisiones distintas de dióxido de carbono) en una hora que conducir un vehículo modelo 1992 durante 1050 kilómetros. Otra estimación sitúa la cantidad de contaminación de una cortadora de césped en cuatro veces la cantidad de un automóvil por hora, aunque este informe ya no está disponible. A partir de 2011, la Agencia de Protección Ambiental de los Estados Unidos estableció estándares para las emisiones de equipos de jardinería y espera una reducción de al menos un 35 por ciento.
Las cortadoras de césped producen emisiones de GEI. Se recomienda una práctica de manejo del césped de mantenimiento mínimo con reciclaje de recortes y riego y siega mínimos para mitigar los efectos del calentamiento global del sistema de césped urbano.
Los cortacéspedes pueden crear contaminación acústica, y podría causar pérdida de audición si se usa sin protección auditiva durante períodos prolongados. Las cortadoras de césped también presentan un riesgo auditivo ocupacional para casi 1 millón de personas que trabajan en el servicio de jardinería y mantenimiento de terrenos. Un estudio evaluó la exposición al ruido ocupacional entre los jardineros en varias universidades públicas de Carolina del Norte y encontró niveles de ruido de las cortadoras de césped de empuje medidos entre 86 y 95 decibeles (con ponderación A) y de las cortadoras de césped montadas entre 88 y 96 dB(A); ambos tipos excedieron el límite de exposición recomendado del Instituto Nacional para la Seguridad y Salud Ocupacional (NIOSH) de 85 dB(A).
El riesgo de pérdida de audición y contaminación acústica se puede reducir mediante el uso de cortacéspedes a batería o protección auditiva como tapones para los oídos u orejeras.
Es posible que un cortacésped dañe el suelo subyacente, las raíces del césped y el propio cortacésped si las cuchillas cortan el césped y chocan con el suelo subyacente. Por lo tanto, es importante ajustar la altura del cortacésped correctamente y elegir los neumáticos adecuados para un cortacésped para evitar marcas o excavaciones.

## Tendencias tecnológicas y sostenibilidad
La industria de los cortacéspedes ha avanzado enormemente en los últimos años, adoptando nuevas tecnologías para facilitar el trabajo y reducir el impacto ambiental:
- Modelos con conectividad: Algunos robots y tractores ya integran Wi-Fi o Bluetooth, permitiendo controlar el corte desde el móvil mediante apps dedicadas.
- Sensores inteligentes: Los robots de última generación detectan zonas ya cortadas o más densas para optimizar las pasadas y ahorrar batería.
- Motores sin escobillas (brushless): Cada vez más comunes en modelos eléctricos, ofrecen mayor eficiencia, menos mantenimiento y más vida útil.
- Energía solar y baterías de litio: Algunos robots están comenzando a incorporar paneles solares auxiliares o baterías intercambiables.
- Materiales reciclables: Las marcas están apostando por chasis de plástico reciclado y envases más sostenibles.

## Marcas populares
En el mercado actual existen numerosas marcas de cortacéspedes, pero algunas destacan por su fiabilidad, innovación y relación calidad-precio. Aquí te mostramos algunas de las más recomendadas:
- Husqvarna: Reconocida mundialmente por su durabilidad y potencia. Destaca especialmente en modelos de gasolina y robots de alta gama.
- Einhell: Marca alemana con muy buena presencia en modelos eléctricos a batería, ideal para uso doméstico.
- Bosch: Ideal para jardines pequeños y medianos. Sus modelos eléctricos son ligeros y fáciles de manejar.
- Makita: Muy robusta, con buenos acabados y un catálogo profesional.
- Black+Decker: Perfecta para usuarios ocasionales. Buenos precios y funcionamiento sólido.
- Greencut: Opción económica con modelos a gasolina de alto rendimiento para superficies medianas.
- Honda: Alta calidad, motores potentes y duraderos, aunque con precios algo más elevados.

## Para más información
- Halford, David G. (1999). Old Lawn Mowers. Shire Publications Ltd.
- ExpertosEnJardinería (2025). Desbrozadora: tu aliada en el jardín.